# Bexhill-on-Sea
Bexhill-on-Sea (parfois simplement appelée Bexhill) est une ville au sud-est de l'Angleterre, dans le Sussex de l'Est, dans le district de Rother.

## Géographie

### Situation
La ville est située dans l'est du comté, en bordure de la Manche. Elle se trouve à l'est d'Eastbourne, à l'ouest de St Leonards-on-Sea et Hastings.

## Histoire

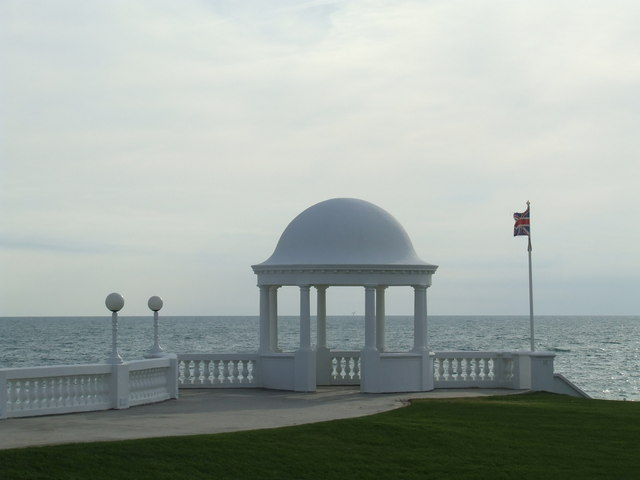
Le De La Warr Pavilion, complété en 1936

L'existence officielle de la ville de Bexhill est décrétée dans la Charte de 772. Son nom signifie "colline de buis". Au début du XIXe siècle, il y a dans Bexhill beaucoup de contrebande. Depuis le milieu du siècle, la ville est une station balnéaire, principalement à cause du 7e comte De La Warr. Il contacte le constructeur, John Webb, pour construire l'esplanade au long de la côte. L'hôtel de luxe Sackville est ouvert en 1890, pour le comte, et nommé après lui.
En 1924, sont inaugurés le monument aux morts, le château d'eau et le réseau d'électricité de Bayencourt, dans la Somme. Ils sont financés avec l'aide de Bexhill-on-Sea, ville marraine de la commune, à la suite de la Première Guerre mondiale.
Le De La Warr Pavilion (en) est le bâtiment le plus célèbre de la ville, avec plus de 10 visiteurs par semaine. Complété en 1936, conçu par Erich Mendelsohn et Serge Chermayeff, il est un mélange radical de matériaux traditionnels de brique et pierre en faveur du béton et de l’acier.

## Culture

### De La Warr Pavilion
Le De La Warr Pavilion est un centre culturel important. Originellement, il abrite un hall de divertissement pour asseoir au moins 10 000 personnes, un restaurant, une salle de lecture, une salle de gym, une salle d’arcade et un salon ; aujourd'hui, il est utilisé comme un centre contemporain des arts martiaux.

### Bexhill Museum

#### Histoire

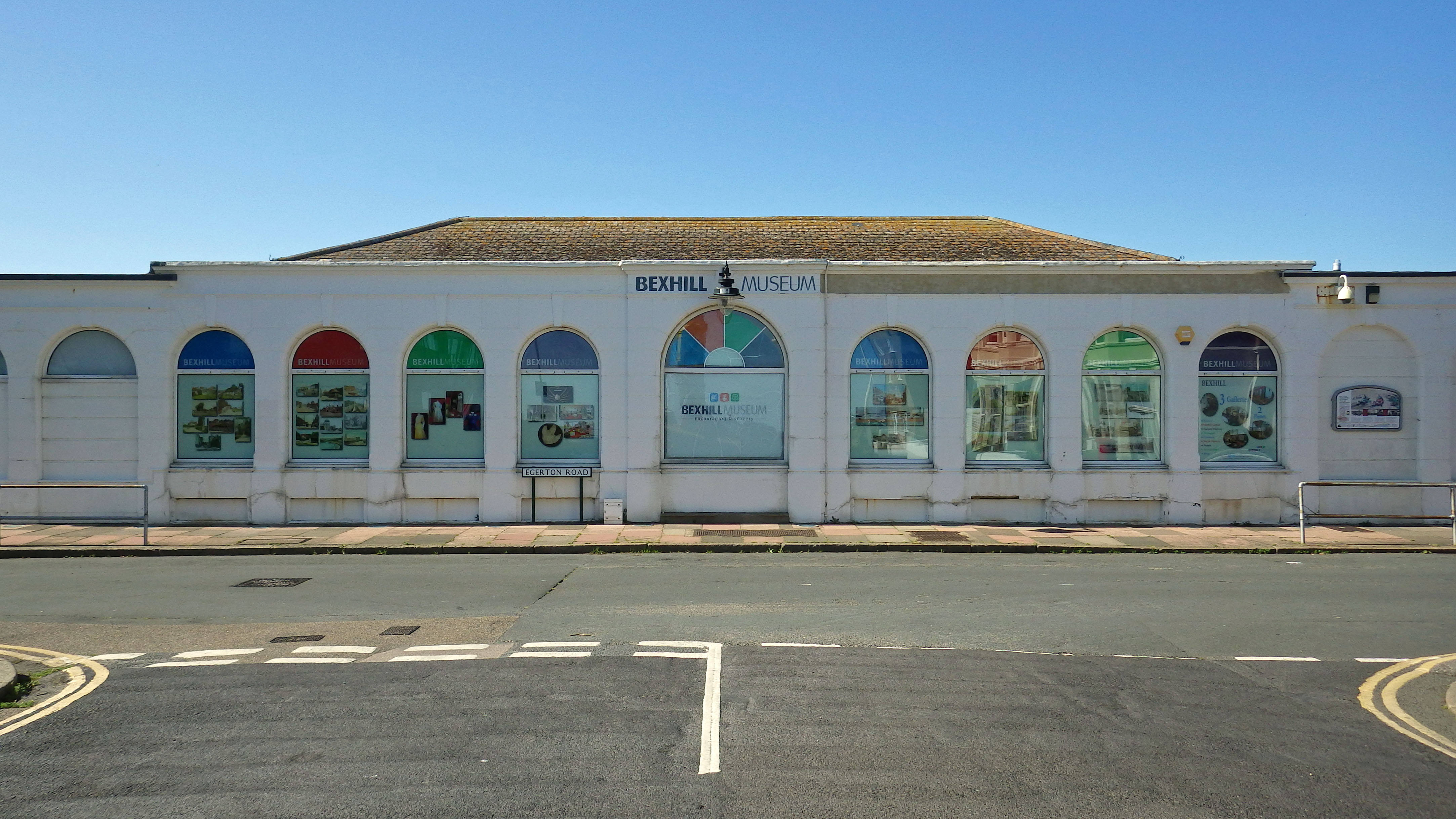
Façade du Bexhill Museum.

Le Bexhill Museum ouvre ses portes en 1914 notamment grâce au révérend JC Thompson et Kate Marsden,. Thompson en est le conservateur jusqu’en 1924.
En 2016, l'humoriste britannique Suzy Eddie Izzard, mécène du museum, fait don d'une maquette conçue par son père et représentant les lieux et sites ferroviaires de Bexhill, ainsi que les bâtiments de la ville britannique, à l'hiver 1940,,. Le modèle réduit fait l'objet d'une exposition permanente inaugurée à la fin des années 2010 par Izzard et ayant pour thématique le réseau et infrastructures ferroviaires de Bexhill durant la Seconde Guerre mondiale,,.

#### Galeries et collections
La galerie Sargent, nommée en l’honneur de Henry Sargent, qui a travaillé au sein du musée entre 1920 et 1983 et dont il a été notamment l'un des conservateurs, se compose de restes de dinosaures, de coquillages ainsi que d’objets archéologiques.
Le musée possède une collection de costumes datant du XVIIe siècle à nos jours. Cette collection, créée en 1972, comprend des milliers de vêtements et accessoires, dont une robe de deuil ayant été portée par la reine Victoria en 1892 et une robe portée par Winston Churchill lorsqu'il avait quatre ans.
Il dispose également d’une collection technologique qui montre le rôle de Bexhill en tant que lieu de naissance de la course automobile britannique.
Le musée abrite également une galerie consacrée à la seconde guerre mondiale.

## Jumelages
- France : Merris

## Personnalités liées à la commune
- Eddie Izzard
- David Hare
- Desmond Llewelyn
- Spike Milligan
- John Logie Baird
- Peter Katin
- Ollie Thompson
- Fanny Cradock et Johnnie Cradock
- Mona Inglesby (1918-2006), danseuse et chorégraphe décédée à Bexhill-on-Sea.

## Bexhill dans la culture populaire
- Une aventure de Sherlock Holmes, "The Copper Beeches", a été tournée en été 1912 à Bexhill-on-Sea.
- Une partie de l'intrigue du roman d'Agatha Christie, A.B.C. contre Poirot se déroule à Bexhill.
- La ville a inspiré l'épisode The Dreaded Batter-Pudding Hurler of Bexhill-on-Sea dans l'émission The Goon Show.
- Le film d'anticipation Les Fils de l'homme montre la ville de Bexhill en camp de réfugiés.
- Le titre de la chanson Sovereign Light Café, du groupe Keane, fait référence au nom d'un café de Bexhill-on-Sea.